# Kappa (rakéta)

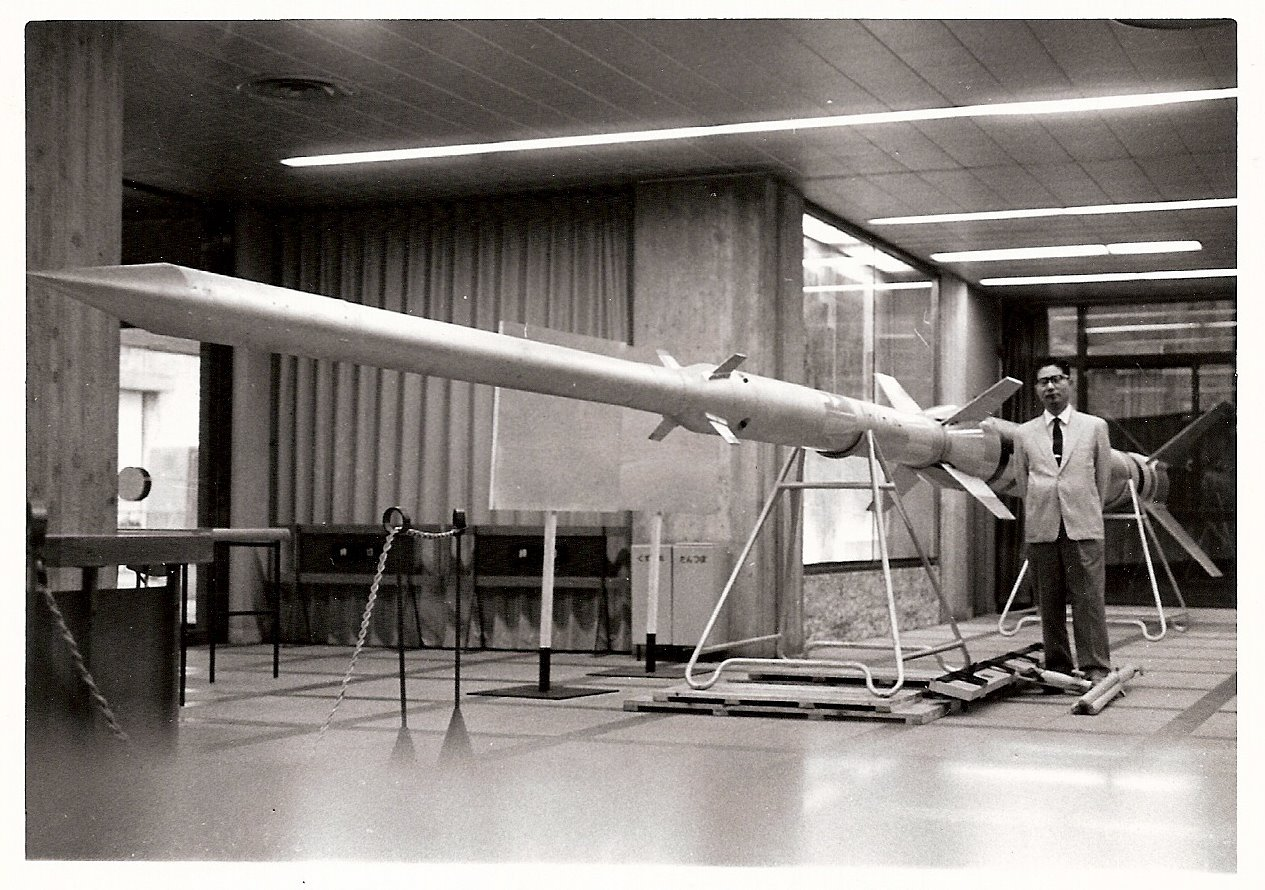
Itokava Hideo és egy háromfokozatú Kappa–9L rakéta

Kappa japán kutató- és hordozórakéta-család összefoglaló neve.

## Története
A második világháború után az 1952-es San Franciscó-i békeszerződés lehetővé tette a rakétafejlesztést. Itokava Hideo a Tokiói Városi Egyetem professzorának irányításával, japán mérnökök fejlesztésének eredményeként 1956–1981 között kialakított Kappa rakétacsalád. Az AVSA (Avionics and Supersonic Aerodynamics) nevű kutatócsoportot kifejlesztette az A (Alpha), B (Beta), K (Kappa) és O (Omega) rakétatípusokat. A fejlesztést fel kellett gyorsítani, ezért kiválasztásra került a Kappa rakéta. Hajtóanyaga kettős bázisú nitroglicerin és nitrocellulóz, illetve szilárd hajtóanyagú füstmentes lőpor volt. Méretük, fokozatuk (lépcsők száma) és teherbírásuk egyre növekedett. Az első rakétakilövés 1956. szeptember 24-én, az utolsó 1988. január 25-én történt. A 179 indításból 6 volt sikertelen, a sikerek mértéke a 96,65% volt.
Típusszámok: Kappa 1T; Kappa–MT–135; Kappa–2; Kappa–3; Kappa–150MT; Kappa–5; Kappa–6; Kappa–4C; Kappa–5RS; Kappa–5DTW; Kappa–6S; Kappa–8; Kappa–8H; Kappa–9M; Kappa–9H; Kappa–9L a sorozat új névre váltott – Lambda, majd Mu.
Az első japán tesztműholdat, az Ószumit 1970. február 11-én állították pályára.
1960-ban Kappa–8 (K–8) hordozórakéta elérte a 200 kilométeres magasságot.

## Kappa–1
Az első három K sorozat, a K–1, K–2 és K–3 megegyező tesztpéldány,
- elért magasság: 40 kilométer
- felszálló tolóerő: 10.00 kN
- gyorsulása: 25 G
- átmérője: 130 centiméter
- hossza: 2,7 méter
- hajtóanyaga: kettős bázisú kompozit anyag

### K–6 adatai
A K–4, K–5 és K–6 kísérleti példány megegyező. A rakétával felvitt műszerekkel sikeresen vizsgálták (napszél, hőmérséklet, kozmikus sugárzás) a mezoszférát,
- elért magasság: 60 kilométer
- teher: 20 kilogramm
- felszálló tömeg: 270 kilogramm
- átmérője: 250 centiméter
- hossza: 5,61 méter
- hajtóanyaga: kettős bázisú poliészter típus

### K–8 adatai
Kétlépcsős rakéta. 1960. szeptember 22-én a K–8–3 rakéta fellövését a NASA felderítő rendszere is rögzítette. A rakéta teljesítménye lehetővé tette az ionoszféra vizsgálatát. Japán kísérleti űrtevékenysége a világ tudomására jutott,
- indítóhely: Akita Rocket Range (ATC)
- hajtóművek:  1 x K420 + 1 x Kappa 8
- elért magasság: 160 kilométer
- teher: 50 kilogramm
- felszálló tömeg: 1500 kilogramm
- átmérője: 420 centiméter
- hossza: 10,90 méter
- hajtóanyaga: kettős bázisú kompozit anyag, szulfid típus
- első indítása: 1960. március 28.
- utolsó indítása: 1970. szeptember 2.
- sikeres indítások száma: 20